# JJY
JJY — это позывной низкочастотной радиостанции, расположенной в Японии, транслирующей сигнал проверки времени.
Станция транслируется с двух мест: одна — на горе Отакадойя, недалеко от Фукусимы, а другая — на горе Хагане, расположенной на острове Кюсю. JJY управляется Национальным институтом информационно-коммуникационных технологий (NICT), независимым административным учреждением, связанным с Министерством внутренних дел и коммуникаций японского правительства.

## Стандарты времени
Обе станции транслируют идентичный широтно-импульсный временной код и передаются 24 часа в сутки. Низкочастотные (LF) передачи используются для повышения точности и уменьшения атмосферных помех. Вычисленная точность сигнала JJY составляет 1 × 10 −11.
Японское стандартное время задается атомными часами в Токио. Эта информация отправляется на передающие станции и используется для установки точного времени на каждой станции. Эти часы размещены в защищенном от окружающей среды и электромагнитно экранированном помещении, чтобы предотвратить внешние помехи с часами.
Формат временного кода очень похож на формат WWVB в Соединенных Штатах, но технически является вариантом IRIG. Аналогично WWVB или MSF, сигнал JJY используется для синхронизации потребительских радиоуправляемых часов, продаваемых по всей Японии.

## Системы передачи
Каждая станция имеет идентичную установку оборудования. Двойной набор передатчиков, первичный и резервный, обеспечивает постоянную передачу временного кода. Тем не менее невозможно настроить одну станцию так, чтобы она действовала маломощной копией для другой. Копии настроены на автоматическое выполнение в случае сбоя основной системы передачи. Панель управления сигналом времени генерирует стандартный сигнал LF и временный код, который далее транслируется.
Станция имеет комнату в которой расположен симметрирующий трансформатор для согласования сопротивления между передатчиком и антенной. Из-за высокой мощности радиочастотных сигналов, которые проходят через комнату, она полностью экранирована и не доступна для доступа во время трансляций.

## История формирования коротковолновой станции
30 января 1940 года Исследовательская лаборатория связи (предшественница NICT) начала работу над JJY в качестве коротковолновой станции, вещающей на частотах 4, 7, 9 и 13 МГц. На протяжении многих лет продолжалась разработка, и к концу 1950-х годов JJY передавал свой сигнал времени на стандартных частотах 2, 5, 5, 8, 10 и 15 МГц. Передачи на 2, 5 и 15 МГц прекратились в 1996 году. Сигналы включали объявления времени, как в коде Морзе, так и женском голосе, до каждой десятой минуты: например, «JJY JJY 1630 JST» (голосовое сообщение о времени на японском языке).
Экспериментальная станция JG2AS начала вещание 10 января 1966 года, обеспечивая цифровые кодированные сигналы времени в длинноволновой полосе на частоте 40 кГц. В 1997 году CRL, определяя, что длинноволновый сигнал времени был более точным при его получении, с меньшими помехами и более широким использованием, чем сигнал с короткой волной, решил построить новую длинноволновую временную станцию и постепенно исключить коротковолновые передачи. Первая официальная длинноволновая станция JJY начала вещание с горы Отакадойя на частоте 40 кГц 10 июня 1999 года, и коротковолновые радиопередачи, наконец, прекратили свою деятельность 31 марта 2001 года. 1 октября 2001 года началась длинноволновая передача длиной 60 кГц с горы Хагане.
Передатчик горы Отакадойя пережил землетрясение и цунами в 2011 году в Тихоку и был отключен 12 марта (19:46 JST) после ядерной аварии на станции Фукусима I, находящейся в 17 километрах. Он был вновь включен 21 апреля.

## Временной код JJY
Как и в большинстве длинноволновых станций с временным кодом, сигнал JJY модулируется по амплитуде для отправки одного бита в секунду, каждый раз передавая полный временной код.
Временной код наиболее похож на тот, который передается WWVB, но каждый бит изменяется на противоположный: на втором, несущая увеличивается до полной мощности. Иногда во время передачи второго (в зависимости от передаваемого бита) несущая уменьшается до 10 дБ, до 10 % мощности, до начала следующей секунды.
Есть три разных сигнала, которые отправляются каждую секунду:
- 0 бит состоит из 0,8 с полной мощности, а затем 0,2 с пониженной мощности.
- 1 бит состоит из 0,5 с полной мощности, а затем 0,5 с пониженной мощности.
- Маркеры состоят из 0,2 с полной мощности, а затем 0,8 с пониженной мощности.

Как и в случае с WWVB, секунды 0, 9, 19, 29, 39, 49 и 59 каждой минуты являются битами маркера. Остальные 53 кодируют японское стандартное время, используя двоично-кодированное десятичное число. JST не включает летнее время, но бит зарезервирован для обработки. Предусмотрены также превентивные биты предупреждения, которые объявляют секунды прыжка, начиная с начала месяца UTC (09:00 JST в первый день месяца) и заканчивая вставкой второго прыжка (сразу после 08:59 JST на первый день следующего месяца).
Полный выглядит следующим образом:
Первые 35 секунд идентичны WWVB, но после этого они различаются, в том числе бит четности и дня недели, и опуская информацию DUT1.
| Бит | Содержание | Объяснение                      |     | Бит | Содержание                                                               | Объяснение |     | Бит                                                                   | Содержание | Объяснение |
| :00 | M          | Начальный бит минутного маркера | :20 | 0   | Не используется, всегда 0                                                | :40        | SU2 | В данный момент не используется (Зарезервировано для летнего времени) |            |            |
| :01 | 40         | Минуты                          | :21 | 0   | Не используется, всегда 0                                                | :41        | 80  | Год                                                                   |            |            |
| :02 | 20         | Минуты                          | :22 | 200 | День года 1 = 1 января 365 = 31 декабря 366 = 31 декабря, високосный год | :42        | 40  | Год                                                                   |            |            |
| :03 | 10         | Минуты                          | :23 | 100 | День года 1 = 1 января 365 = 31 декабря 366 = 31 декабря, високосный год | :43        | 20  | Год                                                                   |            |            |
| :04 | 0          | Минуты                          | :24 | 0   | День года 1 = 1 января 365 = 31 декабря 366 = 31 декабря, високосный год | :44        | 10  | Год                                                                   |            |            |
| :05 | 8          | Минуты                          | :25 | 80  | День года 1 = 1 января 365 = 31 декабря 366 = 31 декабря, високосный год | :45        | 8   | Год                                                                   |            |            |
| :06 | 4          | Минуты                          | :26 | 40  | День года 1 = 1 января 365 = 31 декабря 366 = 31 декабря, високосный год | :46        | 4   | Год                                                                   |            |            |
| :07 | 2          | Минуты                          | :27 | 20  | День года 1 = 1 января 365 = 31 декабря 366 = 31 декабря, високосный год | :47        | 2   | Год                                                                   |            |            |
| :08 | 1          | Минуты                          | :28 | 10  | День года 1 = 1 января 365 = 31 декабря 366 = 31 декабря, високосный год | :48        | 1   | Год                                                                   |            |            |
| :09 | P1         | Маркер                          | :29 | P3  | День года 1 = 1 января 365 = 31 декабря 366 = 31 декабря, високосный год | :49        | P5  | Маркер                                                                |            |            |
| :10 | 0          | Не используется, всегда 0       | :30 | 8   | День года 1 = 1 января 365 = 31 декабря 366 = 31 декабря, високосный год | :50        | 4   | День недели. 0 = воскресенье, 6 = суббота                             |            |            |
| :11 | 0          | Не используется, всегда 0       | :31 | 4   | День года 1 = 1 января 365 = 31 декабря 366 = 31 декабря, високосный год | :51        | 2   | День недели. 0 = воскресенье, 6 = суббота                             |            |            |
| :12 | 20         | Часы                            | :32 | 2   | День года 1 = 1 января 365 = 31 декабря 366 = 31 декабря, високосный год | :52        | 1   | День недели. 0 = воскресенье, 6 = суббота                             |            |            |
| :13 | :10        | Часы                            | :33 | 1   | День года 1 = 1 января 365 = 31 декабря 366 = 31 декабря, високосный год | :53        | LS1 | Високосные секунды в конце текущего месяца UTC                        |            |            |
| :14 | 0          | Часы                            | :34 | 0   | Не используется, всегда 0                                                | :54        | LS2 | Наличие високосных секунд: 1 — добавлены, 0 — удалены                 |            |            |
| :15 | 8          | Часы                            | :35 | 0   | Не используется, всегда 0                                                | :55        | 0   | Не используется, всегда 0                                             |            |            |
| :16 | 4          | Часы                            | :36 | PA1 | Бит четности для часов                                                   | :56        | 0   | Не используется, всегда 0                                             |            |            |
| :17 | 2          | Часы                            | :37 | PA2 | Бит четности для минут                                                   | :57        | 0   | Не используется, всегда 0                                             |            |            |
| :18 | 1          | Часы                            | :38 | SU1 | В данный момент не используется (Зарезервировано для летнего времени)    | :58        | 0   | Не используется, всегда 0                                             |            |            |
| :19 | P2         | Маркер                          | :39 | P4  | Маркер                                                                   | :59        | P0  | Маркер                                                                |            |            |

P0 всегда последняя секунда минуты. В случае второго прыжка добавляется дополнительный 0 бит, вставленный перед ним, и бит маркера передается во время второй минуты. LS1 и LS2 обычно равны нулю. Оба бита установлены для объявления вставленной секунды прыжка в конце текущего месяца UTC.
Два раза в час (минуты 15 и 45), последние 20 секунд кода отличаются. Вместо битов в течение года сигнал вызова станции транслируется в коде Морзе дважды с использованием включения-выключения в течение секунд 40-48. Кроме того, биты 50-55 заменяются 6 битами состояния ST1-ST6, которые, если отличные от нуля, указать прерывание по расписанию:
| Бит     | Содержание | Объяснение                        |
| ------- | ---------- | --------------------------------- |
| :39     | P4         | Маркер                            |
| :40-:48 | Позывной   | Позывной                          |
| :49     | P5         | Маркер                            |
| :50     | ST1        | Запланированное прерывание        |
| :51     | ST2        | Запланированное прерывание        |
| :52     | ST3        | Запланированное прерывание        |
| :53     | ST4        | Прерывание только в дневное время |
| :54     | ST5        | Продолжительность прерывания      |
| :55     | ST6        | Продолжительность прерывания      |
| :56     | 0          | Не используется, всегда 0         |
| :57     | 0          | Не используется, всегда 0         |
| :58     | 0          | Не используется, всегда 0         |
| :59     | P0         | Маркер                            |

ST1-ST3 указывает время запланированного прерывания обслуживания:
| ST1 | ST2 | ST3 | Объяснение                                                |
| --- | --- | --- | --------------------------------------------------------- |
| 0   | 0   | 0   | Без прерывания обслуживания в течение 7 дней.             |
| 0   | 0   | 1   | Прерывание обслуживания запланировано в течение 7 дней    |
| 0   | 1   | 0   | Прерывание обслуживания запланировано в течение 3-6 дней. |
| 0   | 1   | 1   | Прерывание обслуживания запланировано в течение 2 дней.   |
| 1   | 0   | 0   | Прерывание обслуживания запланировано в течение 24 часов. |
| 1   | 0   | 1   | Прерывание обслуживания запланировано в течение 12 часов. |
| 1   | 1   | 0   | Прерывание обслуживания запланировано в течение 2 часов.  |

ST4, если установлено, обещает, что прерывание обслуживания будет только в дневное время. Если это невозможно, прерывание может быть в любое время суток.
ST5 и ST6 указывают продолжительность прерывания:
| ST5 | ST56 | Объяснение                                                                |
| --- | ---- | ------------------------------------------------------------------------- |
| 0   | 0    | Планирование обслуживания не запланировано.                               |
| 0   | 1    | Прерывание в течение 7 дней или более, или неизвестная продолжительность. |
| 1   | 0    | Прерывание в течение 2-6 дней.                                            |
| 1   | 1    | Прерывание менее 2 дней.                                                  |

Если прерывание не запланировано, все ST биты равны 0.